# (1733) Silke
(1733) Silke – planetoida z pasa głównego asteroid okrążająca Słońce w ciągu 3 lat i 91 dni w średniej odległości 2,19 au. Została odkryta 19 lutego 1938 roku w Landessternwarte Heidelberg-Königstuhl w Heidelbergu przez Alfreda Bohrmanna. Nazwa planetoidy pochodzi od Silke Neckel, wnuczki odkrywcy. Przed nadaniem nazwy planetoida nosiła oznaczenie tymczasowe (1733) 1938 DL1.